# Séquel antiguo

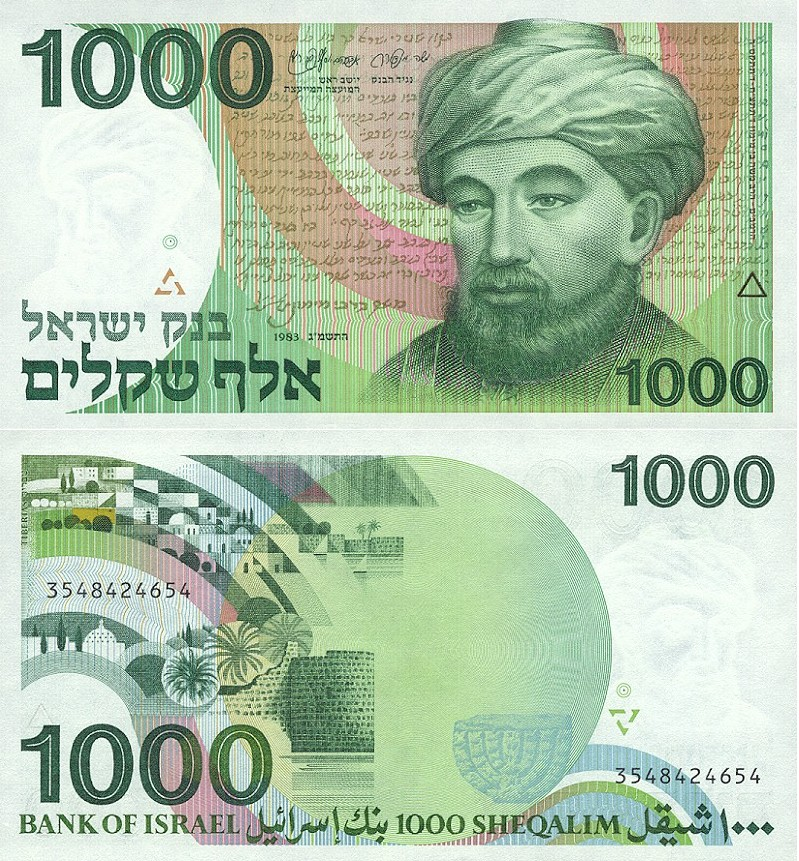
Antiguo séquel israelí.

El séquel antiguo, conocido en su momento simplemente como séquel o siclo (en hebreo: שקל‎, transliterado sheqel, pl. שקלים, Sheqalim, «séqueles» o «siclos»; en árabe: شيكل‎, šēkal, hasta 2014 šēqal), fue la moneda del Estado de Israel entre el 24 de febrero de 1980 y el 31 de diciembre de 1985. La libra fue usada hasta el 24 de febrero de 1980, hasta que la reemplazó el nuevo séquel israelí, a una tasa de 1000 antiguos séqueles: 1 nuevo séquel desde el 1 de enero de 1986. 
El «séquel antiguo» tuvo una duración muy corta, debido a las tasas de inflación altas en Israel para su época de circulación. El «séquel antiguo» estaría subdividido en 100 nuevos agorot (en hebreo: אגורות חדשות‎). El signo del séquel sería .

## Historia
En 1980, el séquel reemplazó a la lira a una tasa de 1 séquel = 10 liras. Tras padecer los efectos económicos de una muy alta inflación, sería reemplazado por el nuevo séquel en un proceso que se inició desde el 1 de septiembre de 1985 a una tasa de 1 nuevo séquel = 1000 séqueles antiguos. 
Los séqueles antiguos israelíes, tanto monedas, como billetes impresos, tardaron un buen tiempo en ser retirados de circulación, pero en la actualidad ya no tienen valor legal ni son aceptados siquiera para su cambio por su emisor, el Banco de Israel.

## Monedas

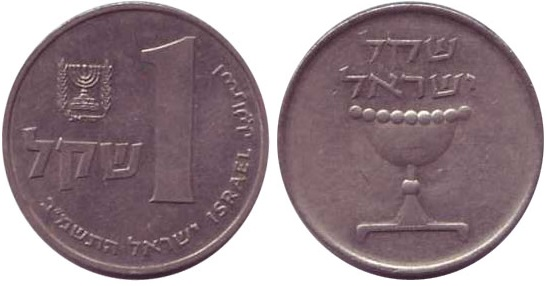
Moneda de 1 antiguo Shekel israelí.

En 1980, fueron introducidas las monedas en denominaciones de 1, 5, y 10 nuevos agorot y de ½ séquel. La moneda de 1 séquel fue introducida en el año de 1981, seguida por las de 5 y 10 séqueles en 1982.

## Billetes
En 1980, los billetes fueron impresos en denominaciones de 1, 5, 10 y 50 séqueles, similares en tamaño y algunas de sus características a los de las libras de 10, 50, 100 y 500.
Entre 1980 y 1985 fueron impresos billetes con valores de 100, 500, 1000, 5000 y 10000 séqueles, y desde entonces el tamaño de dichas notas fue estandarizado a una talla de 138 x 76 mm, teniendo como base el billete de 500 séqueles.